# Jízdomat.cz
Jízdomat.cz byl internetový projekt zaměřený na zprostředkování spolujízdy automobilem. Portál vznikl v roce 2010 a koncem roku 2013 registroval téměř 70 000 uživatelů. Postupem času se tak stal největší internetovou službou svého druhu v České republice. Podíl uživatelů byl počátkem roku tvořen ze dvou třetin spolujezdci, kterých bylo 46 900. Řidiči tvořili jednu třetinu, tedy asi 23 000 uživatelů.

## Historie
Jízdomat.cz byl založen v říjnu 2010 studentem Janem Mittnerem, kterému se zrodila myšlenka při jeho pravidelných cestách mezi Prahou a Třebíčí. V té době fungoval web zprostředkovávající spolujízdu, který se ale omezoval pouze na tato města. Proto se Jan Mittner rozhodl pro založení vlastního portálu vztaženého na území celé republiky, který již po založení vykázal během tří dnů návštěvnost 900 lidí. Po deseti měsících provozu již měl Jízdomat necelých čtyři a půl tisíce uživatelů. Po dalších 13 měsících, v srpnu 2013, již cestujících i řidičů používajících web ke zprostředkování spolujízdy bylo přes 30 tisíc. Ke konci tohoto roku se jejich počet ještě více než zdvojnásobil na necelých 70 tisíc.
Projekt Jízdomat.cz byl prodán BlaBlaCar a jeho provoz byl k 13. lednu 2016 ukončen.